# Arco (Idaho)
Arco é uma cidade localizada no estado americano de Idaho, no Condado de Butte.

## Demografia
Segundo o censo americano de 2000, a sua população era de 1026 habitantes. 
Em 2006, foi estimada uma população de 979, um decréscimo de 47 (-4.6%).

## Geografia
De acordo com o United States Census Bureau tem uma área de 
2,3 km², dos quais 2,3 km² cobertos por terra e 0,0 km² cobertos por água.

## Localidades na vizinhança
O diagrama seguinte representa as localidades num raio de 48 km ao redor de Arco. 